# Біоорганічна хімія
Бі́ооргані́чна хі́мія — розділ органічної хімії, що вивчає структуру, властивості, біологічні функції, молекулярні механізми дії найважливіших компонентів живої матерії, лікарських засобів, пестицидів та інших біологічно активних речовин.